# المنظمة العالمية لصحة الحيوان
المنظمة العالمية لصحة الحيوان (بالإنجليزية: World Organisation for Animal Health)‏ تعرف عموما بالمكتب الدولي للأوبئة وهي منظمة دولية تأسست عام 1924. في أبريل 2010 أصبحت المنظمة تظم 175 عضو من بلدان وأقاليم. يقع مقرها الرئيسي في باريس، فرنسا.

## مهامها
تعمل المنظمة على:
- ضمان شفافية الحالة الصحية للأمراض الحيوانية في جميع أنحاء العالم.
- جمع وتحليل ونشر المعلومات العلمية البيطرية.
- تقديم الخبرة وتعزيز التضامن الدولي من أجل مكافحة الأمراض الحيوانية.
- ضمان السلامة الصحية للتجارة الدولية من خلال وضع القواعد الصحية للتجارة الدولية في الحيوانات والمنتجات الحيوانية.

## تاريخها
تأسست المنظمة عقب وباء طاعون الماشية الذي ضرب بلجيكا عام 1920. نشأ هذا المرض في الهند والقلق من انتشاره أدى إلى عقد مؤتمر دولي في باريس في مارس 1921، جرى التوقيع على الإتفاق في 25 يناير 1924 من قبل 28 بلدا.

## المدير العام للمنظمة
انتخب الدكتور برنارد فالات كمدير عام للمنظمة في ماي 2000 من قبل اللجنة الدولية، التي تجمع بين مندوبي جميع البلدان الأعضاء. بدأ ولايته لمدة خمس سنوات في 1 يناير 2001. في ماي 2005 انتخب الدكتور فالات لولاية أخرى مدتها خمس سنوات.

## وصلات خارجية
- الموقع الرسمي للمنظمة العالمية لصحة الحيوان
- البرنامج الدراسي للمنظمة العالمية لصحة الحيوان
- معهد قوانين ولوائح الأغذية